# Paglianotilla
Paglianotilla Lelej, 2006 — род ос-немок из подсемейства Mutillinae.

## Распространение
Афротропика и Йемен.

## Описание
Мелкие пушистые осы (5-9). Голова самцов округлая позади глаз. Мандибулы 3-зубчатые. Самки неизвестны. Тело в густых волосках. Самка осы пробирается в чужое гнездо и откладывает яйца на личинок хозяина, которыми кормятся их собственные личинки

## Систематика
2 вида. Близок к роду Antennotilla Bischoff, 1920. Относится к трибе Smicromyrmini. Был описан и назван российским гименоптерологом А.С.Лелеем в честь итальянского энтомолога Guido Pagliano, крупнейшего в мире специалиста по осам семейства Bradynobaenidae (Apterogyninae) и куратора коллекции Hymenoptera в Музее Турина «Museo Regionale di Scienze Naturali» (Турин, Италия). 
- Paglianotilla hogenesi (Lelej, 2006) typus
- Другие виды